# Giovanni Battista Baliani
Giovanni Battista Baliani (1582 – 1666) a fost un matematician, fizician și astronom italian din Genova.